# Letiště Adolfa Suáreze Madrid-Barajas
Letiště Adolfa Suáreze Madrid-Barajas (IATA: MAD, ICAO: LEMD, španělsky Aeropuerto Adolfo Suárez Madrid-Barajas) je největší letiště ve Španělsku, 6. nejrušnější v Evropě a 24. nejrušnější na světě. Nachází se 13 km severovýchodně od centra španělské metropole Madridu, v jeho části Barajas. Na letišti mají své základny společnosti Iberia a Iberia Express.
V roce 2018 letiště odbavilo 57,9 milionů cestujících.

## Historie
Letiště bylo otevřeno v roce 1927. Byl postaven malý terminál s několika hangáry. První let proběhl do Barcelony.
V roce 1940 začaly z letiště Barajas létat spoje do Latinské Ameriky a na Filipíny, v roce 1950 se odsud začalo létat i do New Yorku.
V roce 1954 začala výstavba nového terminálu, o rok později byla budova slavnostně otevřena.
V roce 1970, kdy se letecká doprava ještě více zkvalitnila a kdy byl vyroben Boeing 747, prošlo madridským letištěm před 4 miliony cestujících a začala výstavba nového mezinárodního terminálu. V roce 1974 zavedly aerolinie Iberia pravidelnou, kyvadlovou dopravu z Madridu do Barcelony.
Mistrovství světa ve fotbale 1982 významně přispěl k dalšímu rozvoji letiště – značně rozšířeny a upraveny byly dva terminály.
V roce 1990 bylo letiště opět rozšířeno. Byl postaven první cargo terminál a zmodernizována byla kontrolní věž. V roce 1998 byla zahájena stavba nové kontrolní věže, vysoké 71 metrů, pak v roce 1999 byl opraven mezinárodní terminál.
V listopadu 1998 byla vybudována nová dráha 18R/36L. V roce 2002 začala stavba nového terminálu T4, podle návrhů architektů Antonia Lamela a Richarda Rogerse a dvou nových drah. Stavby byly dokončeny v roce 2004. Dva roky po dokončení, 30. 12. 2006, odpálili teroristé z baskické organizace ETA bombu v automobile umístěném v parkovacím domě. Atentátníci zabili 2 lidi a 52 zranili.
V březnu 2014 bylo do po smrti španělského politika Adolfa Suáreze do názvu letiště vloženo jeho jméno a oficiální název letiště byl změněn na Letiště Adolfa Suáreze Madrid-Barajas.

## Spojení
Na letiště vede linka 8 madridského metra, která zastavuje ve stanicích Aeropuerto T1-T2-T3 a Aeropuerto T4. Kromě ní na Terminál 4 vede také linka příměstské železnice Cercanías C-1. Krom toho je možné dostat se do centra města nepřetržitě provozovanou autobusovou linkou či pomocí taxi.